# Kung Lear (TV-film, 1997)
Kung Lear är en svensk TV-film från 1997

## Handling
Kung Lear vill dra sig tillbaka och dela upp riket mellan sina döttrar; den av dem som visar att hon är den som älskar honom mest ska bli rikligast belönad. När han inser att han begått ett misstag är det för sent.

## Om filmen
Filmen premiärvisades på SVT1 11 januari 1997. Som förlaga har man William Shakespeares pjäs Kung Lear. Pjäsen har filmats ett flertal gånger. 

## Rollista
- Keve Hjelm - kung Lear
- Tilde Björfors - Cordelia
- Anna Eklund - Regan
- Maria Eggers - Goneril
- Michael Meschke - Kent
- Thomas Roos - Gloster
- Kjell Tovle - Edmund
- Anders Andersson - Skottland
- Pär Milstam - Cornwall
- Annika Brunsten - narren
- Carlo Schmidt - Edgar
- Gudmar Wivesson - Frankrike/kaptenen
- Magnus Eriksson - riddaren
- Anders Janson